# Kościół św. Józefa w Istebnej
Kościół św. Józefa w Istebnej – drewniany kościół filialny parafii pw. Matki Bożej Fatimskiej w Istebnej-Stecówce, znajdujący się wśród zabudowań przysiółka Mlaskawka. Pierwotnie wzniesiony został w latach 1947-1948 w Jaworzynce, w przysiółku Trzycatek, pod wezwaniem Matki Bożej Frydeckiej. Rozebrany i przeniesiony do Mlaskawki, gdzie poświęcono go jako kościół filialny pw. św. Józefa w 1997.
Kościół znajduje się na Szlaku Architektury Drewnianej województwa śląskiego w pętli beskidzkiej.

## Historia
Pierwsza murowana kaplica pw. Matki Boskiej Frydeckiej w Jaworzynce-Trzycatku powstała w 1866. Wezwanie pochodzi od kopii obrazu Matki Boskiej jaką onegdaj przywieźli ze sobą pielgrzymi z Frydku. Kaplica ta okazała się jednak za mała, dlatego w 1948 na jej miejscu powstała nowa, drewniana kaplica wzniesiona przez mieszkańców jako podziękowanie za przetrwanie II wojny światowej. W 1997 została rozebrana i przeniesiona do Mlaskawki, a tam poświęcono ją jako kościół filialny pw. św. Józefa 24 maja 1997. Z kolei na Trzycatku na miejscu drewnianej kaplicy wzniesiono nowy, murowany kościół parafialny pw. Matki Bożej Frydeckiej.

## Architektura
Kościół jest konstrukcji zrębowej i nawiązuje tym do tradycyjnego, drewnianego budownictwa regionalnego. Prostokątna bryła kościoła pełni funkcję i mieści zarówno prezbiterium, nawę jak i przedsionek, wykonany w lżejsze konstrukcji. Dach jest dwuspadowy i przykryty falistą blachą, choć pierwotnie obity był gontem. Nad przedsionkiem z konstrukcji dachu wznosi się kwadratowa odeskowana wieża z dzwonami, zakończona ostrosłupowym blaszanym dachem uwieńczonym krzyżem. Do trójkątnie zakończonego prezbiterium znajduje się osobne wejście z zewnątrz.

## Wnętrze
Skromny wystrój kościoła jest w całości drewniany i autorstwa miejscowych artystów. Wykorzystano doń drewno różnych odcieni, jasnych przedzielonych ciemnymi paskami. Drewniane powierzchnie przyozdobione są w delikatne wzorki. Jan Krężelok, artysta z Koniakowa dla tego kościoła wykonał płaskorzeźbione sceny drogi krzyżowej oraz tabernakulum w kształcie kapliczki na słupie, a Józef Bocek z Mlaskawki krzyż w ołtarzu głównym, zawieszonym na tylnej ścianie prezbiterium.